# Буренин, Виктор Петрович
Ви́ктор Петро́вич Буре́нин (он же Владимир Монументов, Хуздозад Цередринов, Выборгский пустынник, граф Алексис Жасминов и пр.; 22 февраля [6 марта] 1841, Москва — 15 августа 1926, Ленинград) — русский театральный и литературный критик, публицист, поэт-сатирик

, драматург, переводчик, художник.

## Биография
Внук крепостного крестьянина и сын известного архитектора П. П. Буренина.
Буренин учился в Московском дворцовом архитектурном училище и занимался строительными работами в имениях Нарышкиных и Пущиных.
Через знакомство с амнистированными декабристами (И. Пущиным, И. Якушкиным, Г. Батеньковым и др.) сблизился с русскими литературными кругами, помогал Н. А. Некрасову в сборе материалов для поэмы о декабристах «Русские женщины».
Первым изданием, где опубликовался 20-летний автор, стал герценовский «Колокол».
С 1862 года регулярно печатался в журналах «Искра» и «Зритель» под псевдонимом «Владимир Монументов». В 1863 году Буренин переехал в Петербург, где, прослужив год по архитектурной части, оставил совершенно свою профессию и занялся только литературой.
В 1860—1870-х годах выступал как критик и сатирик в многочисленных изданиях, придерживающихся радикально-демократических позиций. В 1864 г. написал прочувствованное стихотворение о гражданской казни Н. Г. Чернышевского, распространявшееся в списках (напечатал его более чем полвека спустя уже в советской России: «Вестник литературы». 1920, № 6).
В 1866—1875 работал критиком-обозревателем в «Санкт-Петербургских ведомостях», а с 1876 года и до Февральской революции 1917 г. — в «Новом времени». Имя Буренина стало устойчиво ассоциироваться с этой газетой в той же степени, что и имя её издателя А. С. Суворина.
Буренин-критик начинал как довольно интересный и самостоятельный рецензент, которого высоко ценили Лев Толстой и Некрасов; Н. C. Лесков находил в его рецензиях «массу начитанности, остроумия и толковости», а Ф. М. Достоевский, по свидетельству А. Г. Достоевской, даже утверждал, что Буренин «наиболее понимал его мысли и намерения» «из всех писавших о нём».
С 1880-х годов репутация Буренина существенно испортилась, особенно после его чрезвычайно резкой полемики с поклонниками умиравшего от туберкулёза «недугующего паразита» С. Я. Надсона; сложилась легенда о том, что именно статья Буренина свела Надсона в могилу — прочтя обвинения в том, что он «притворяется калекой, недужным, чтоб жить за счет друзей», поэт почувствовал себя плохо и от последовавших кровотечения и нервного паралича скончался. Типичный «шестидесятник» и «нигилист», Буренин всё менее считал себя связанным рамками этики: в нём Иван Гончаров и Лесков увидели «бесцеремонного циника», «который только и выискивает, чем бы человека обидеть, приписав ему что-нибудь пошлое», в похожем тоне высказывался о нём и Пётр Чайковский (что не помешало Чайковскому написать на либретто Буренина оперу «Мазепа»). Против Буренина подавалось несколько судебных исков по обвинению в клевете. С течением времени грубость и переход на личности (включая разного рода домыслы) стали постоянной приметой стиля Буренина. Энциклопедический словарь Брокгауза и Ефрона в этой связи прибегает к следующей фигуре умолчания: «Литературная физиономия Буренина определяется… теми приемами, к которым прибегал критик в своих выпадах. В академических выражениях эти приемы не могут быть охарактеризованы».

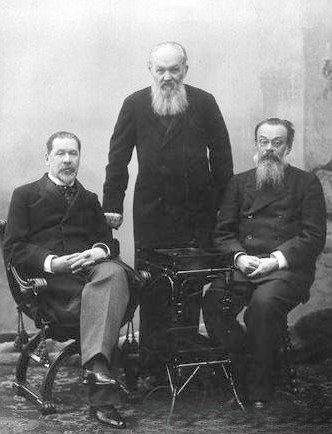
В. П. Буренин, А. С. Суворин, Н.Гей. Фотоателье «А.Ренцъ и Ф.Шрадеръ», 1901 год.

Издатель «Нового времени» Суворин понимал, что Буренин «литературу презирает и глумится над нею», даже «ненавидел» его, однако был вынужден терпеть и печатать его, учитывая спрос определённых кругов читателей.
Среди «жертв» Буренина 1890—1910-х годов — Максим Горький, Антон Чехов, Короленко, Петр Боборыкин, Леонид Андреев, Бунин, Блок, Брюсов, Бальмонт и другие. Сохранив пафос «отрицания» 1860-х годов, Буренин поменял его политический знак на противоположный, не щадя своих сатирических красок для революционных кругов, «жидовских листков» и т. п.
Интересной частью творческого наследия Буренина стали меткие и смешные стихотворные и прозаические пародии, которые он публиковал на протяжении более тридцати лет. Александр Блок знал наизусть пародии Буренина на свои стихи и нередко читал их в кругу знакомых. Так, например, по воспоминаниям Корнея Чуковского, Блоку «действительно нравилась» пародия Буренина на «Шаги Командора» (сам Блок называл её «очень хорошей», в то время как Чуковский находил, что Буренин «втаптывал в грязь его высокое стихотворение»):
«Показывая „Новое время“, где была напечатана эта пародия, он сказал: 

— Посмотрите, не правда ли, очень смешно:
В спальне свет. Готова ванна.

Ночь, как тетерев, глуха.

Спит, раскинув руки, донна Анна,

И по Анне прыгает блоха».
«Мне показалось, — пишет далее Чуковский, — что такое откровенное хрюкание было ему милее, чем похвалы и приветы многих презираемых им тонких эстетов».
Даваемые Бурениным прозвища часто навсегда неотрывными ярлыками прилеплялись к писателям (для Вас. Ив. Немировича-Данченко — Невмирович-Вральченко).
В выходившие в советское время антологии стихотворной и театральной пародии неизменно включались пародии Буренина. Корней Чуковский, с которым «бодрый старик» Буренин делился воспоминаниями о 1860-х годах, отметил: «Говоря беспристрастно, это был один из самых даровитых писателей правого лагеря».
После смерти Суворина в 1912 г. Буренин начал издавать собрание сочинений (не окончено из-за революции). Публикация портрета Буренина в издававшемся нововременской редакцией журнале «Лукоморье» в 1915 году стала предлогом для отказа от сотрудничества с изданием ряда молодых литераторов.
После 1917 г. лишившийся нововременской «кафедры» критик занялся писанием мемуаров; к этому времени относятся его сатирические альбомные стихи о современности, адресованные Михаилу Кузмину и Чуковскому. В 1921 году возобновившееся в Белграде под редакцией сына Суворина «Новое время» в одном из первых номеров опубликовало, поверив дошедшим из России слухам, прижизненный некролог Буренина (6 сентября). Выжить сильно нуждавшемуся 80-летнему Буренину помог объект его постоянных издевательств — Максим Горький, способствовавший назначению пайка для заслуженного литератора.
По Невскому бежит собака,

За ней Буренин, тих и мил…

Городовой, смотри, однако,

Чтоб он её не укусил!
Буренин писал также фельетонные повести, выступал как драматург (пьесы из античности и древнерусской жизни, в том числе в соавторстве с Сувориным), в постановках которых главные роли играли М. Н. Ермолова, М. Г. Саввина и другие известные актрисы, переводил стихи и пьесы (Гюго, Байрон, Шекспир, Гауптман и другие).
Буренина увековечил во многом близкий ему Дмитрий Минаев в эпиграмме, а также Влас Дорошевич в очерке «Палач».

## Адреса в Санкт-Петербурге
- 1860-е — Сергиевская улица, д. 22[4]
- 1899 — 1926 — улица Маяковского, д. 31[5].

## Библиография

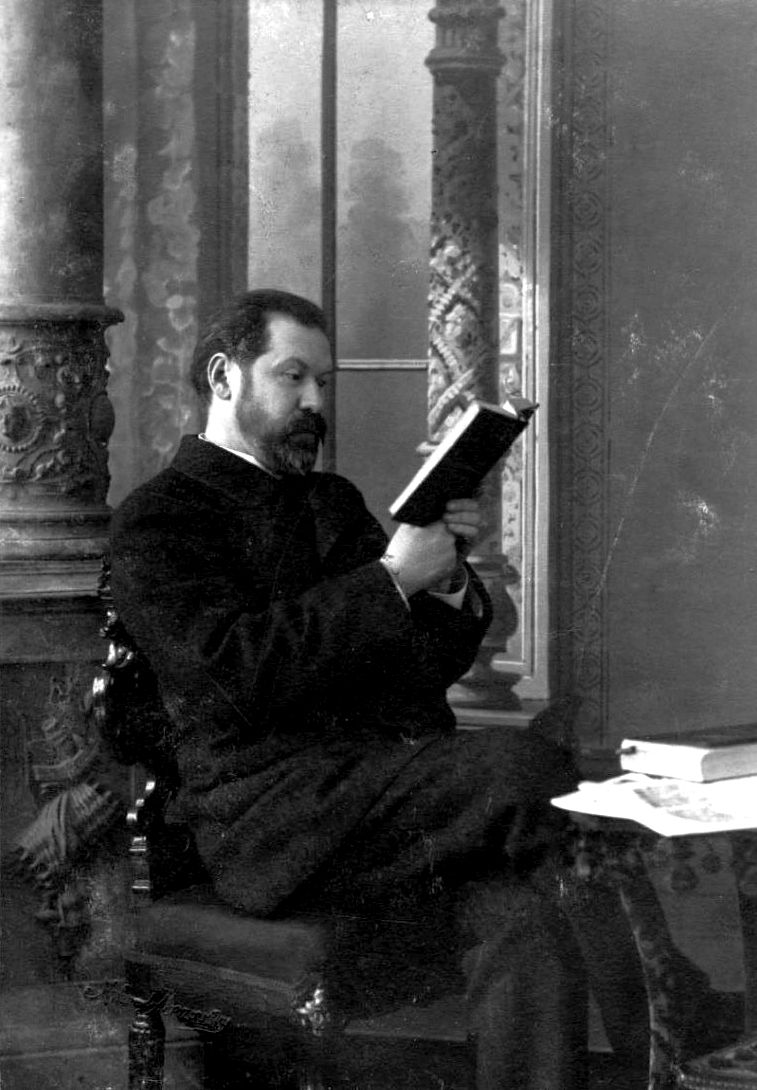
Фотопортрет В. П. Буренина работы Е. Л. Мрозовской.